# 아센 즐라테프
아센 이바노프 즐라테프(불가리아어: Асен Иванов Златев, 1960년 5월 23일 ~ )는 불가리아의 역도 선수이다.
그는 1980년 하계 올림픽 미들급 부문에서 금메달을 획득하였다.
즐라테프는 세계 역도 선수권 대회에서 2번 우승하고, 유럽 선수권 대회에서 5번 우승하였다.